# باري جونز (لاعب كرة قدم بريطاني)
باري جونز (بالإنجليزية: Barrie Jones)‏ (10 أكتوبر 1941 في المملكة المتحدة - ) هو لاعب كرة قدم بريطاني في مركز جناح ‏. شارك مع منتخب ويلز لكرة القدم. أما مع النوادي، فقد لعب مع سوانزي سيتي وكارديف سيتي ونادي بليموث أرجايل ويوفل تاون ونادي ميرثير تيدفيل ‏ ونادي ووستر سيتي.

## وصلات خارجية
- باري جونز على موقع قاعدة بيانات كرة القدم.إي يو (الإنجليزية)
- باري جونز على موقع ناشيونال فوتبول تيمز (الإنجليزية)